# Fritz Balogh
Fritz Balogh (16 de diciembre de 1920 Presburgo/Bratislava; † 14 de enero de 1951 en las inmediaciones de Nersingen en Ulm) fue un jugador de fútbol alemán.
Balogh comenzó a jugar a fútbol en su juventud, en el año 1934, defendiendo los colores del SK Bratislava (Presburgo). La Segunda Guerra Mundial sorprendió a Balogh en la capital alemana, mientras jugaba para el Hertha Berlín. Con los berlineses marcó 22 goles en 19 partidos disputados, así como otros dos más en los tres partidos de la fase final del Campeonato Alemán en 1944.
Desde 1946 defendió los colores del VfL Neckarau de la ciudad de Mannheim en la Oberliga Süd. Durante esta etapa marcó 66 goles en 96 partidos oficiales. En la temporada 1946/47 se convirtió con 32 goles en el segundo máximo artillero de la liga - tras Hans Pöschl, pero por delante de Max Morlock (ambos pertenecientes al 1. FC Nürnberg).
Por razones familiares, Fritz Balogh siempre se mantuvo fiel a su equipo incluso cuando éste descendió a la segunda división y, entre otros, el VfB Mühlburg y FSV Frankfurt se interesaron por sus servicios como delantero. Tras rechazar las ofertas, ayudó a que el Neckarau volviera a ascender a la primera división en 1950.
El 22 de noviembre de 1950 fue convocado por la selección alemana de fútbol, en su primer partido internacional tras la guerra. El combinado alemán venció por 1:0 a la selección suiza en Stuttgart. Para Balogh fue su única internacionalidad con la selección de su país, y la única vez que el VfL Neckarau ha aportado un jugador a la selección alemana.
Balogh murió el 14 de enero de 1951, sobre las 21.30, al caerse de un tren en marcha durante el trayecto de vuelta de un partido de su equipo al campo del Bayern de Múnich. Su muerte fue instantánea.

## Literatura
- Werner Skrentny, „Als Morlock noch den Mondschein traf. Die Geschichte der Oberliga Süd 1945 - 1963“, Kassel 2001, ISBN 3-89784-175-4
- Tragmann, Voß: Das Hertha Kompendium. Verlag Harald Voß, Berlín 2002, ISBN 3-935759-05-3.